# Bergspikkeldikkopje
Het bergspikkeldikkopje (Pyrgus andromedae) is een vlinder uit de familie van de dikkopjes (Hesperiidae).
De spanwijdte is 26 tot 30 millimeter. De vleugels zijn donkerbruin met witte stipjes, en lijkt daarmee op veel andere soorten spikkeldikkopjes (Pyrgus).
Als waardplanten gebruikt het bergspikkelddikkopje tormentil, kaasjeskruid en vrouwenmantel. De rupsen leven in samengesponnen bladeren en overwinteren. Ze verpoppen in het voorjaar. De vliegtijd is van juni tot augustus in één jaarlijkse generatie.
Het bergspikkeldikkopje komt in enkele geïsoleerde berggebieden voor, de Alpen, de Pyreneeën, de Balkan, op de grens van Noorwegen en Zweden en in Lapland. In de Alpen vliegt hij tussen 1000 en 2700 meter, in de Pyreneeën tussen 1500 en 2000 meter. In Scandinavië vliegt de soort wat lager.